# 隆武

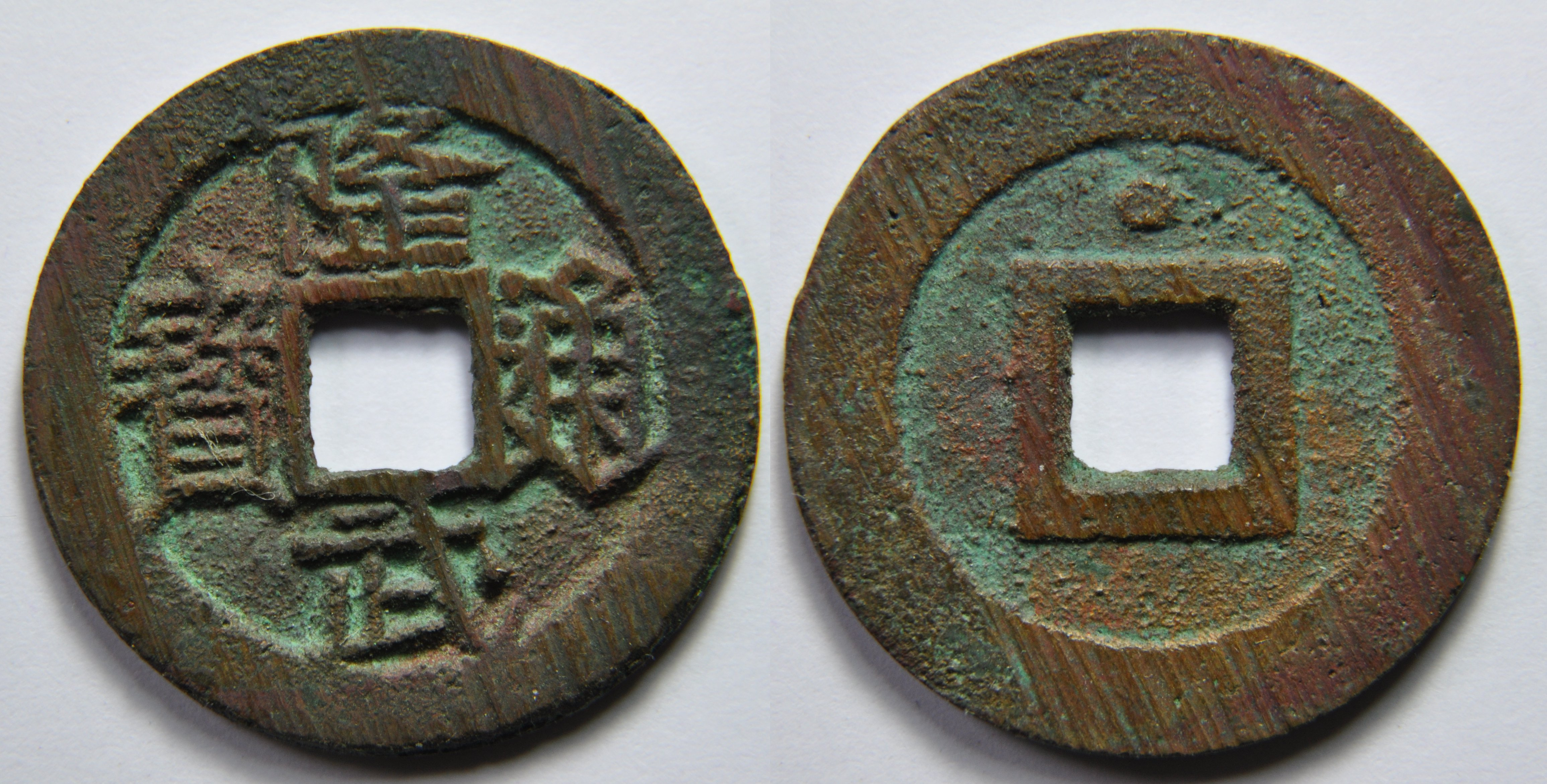
隆武通宝

隆武（1645年七月一日—1646年）是中国南明隆武帝朱聿键的年号，意为“兴隆洪武”，共使用二年。隆武二年十一月十八日永曆帝即位後沿用該年號，翌年改元永曆。
1647年九月十四日至二十四日淮安起事者张华山用此年号起事。
1648年二月九日至1649年正月十九日江西總兵金聲桓用此年號起事。
《南明史》載，永曆二年（1648年）八月，林察航海成功後鄭成功奉朔改稱永曆。據《續明紀事本末》卷七記載，永曆二年正月，郑成功拥立淮王朱常清为监国，改元“东武”。八月，林察航海成功後鄭成功始知永曆帝已即位。朱由榔的使節在十月到，晉封鄭成功为威遠侯，鄭成功改奉永曆为正朔。一說永曆二年三月，改奉永曆為正朔。另一說隆武五年（1649年，永曆三年）改奉永曆為正朔。

## 改元
- 弘光元年——七月初一日，改元為隆武元年。[11][2][12]
- 隆武三年——正月初一日，改元為永曆元年。[13][14][15][16]

## 大事記
- 隆武二年——八月二十八日，明紹宗駕崩去世。十一月五日，唐王朱聿即位。[17]十一月十八日，明昭宗朱由榔即位。[14]

## 紀年農曆對照表
表格中各月的干支即為各月的第1日，「大」表示該月有30日，「小」表示該月有29日，「閏月」表格中的中文數字表示該年為閏某月，各月初一底下的數字表示對應的西曆日期。
| 西元   | 干支 | 紀年     | 正月   | 二月   | 三月   | 四月   | 五月   | 六月   | 七月   | 八月   | 九月   | 十月   | 十一月 | 十二月    | 閏月 |
| ------ | ---- | -------- | ------ | ------ | ------ | ------ | ------ | ------ | ------ | ------ | ------ | ------ | ------ | --------- | ---- |
| 1645年 | 乙酉 | 隆武元年 |        |        |        |        |        |        | 庚戌大 | 庚辰小 | 己酉大 | 己卯大 | 己酉大 | 己卯大    |      |
| 1645年 | 乙酉 | 隆武元年 |        |        |        |        |        |        | 8/21   | 9/20   | 10/19  | 11/18  | 12/18  | 1646/1/17 |      |
| 1646年 | 丙戌 | 隆武二年 | 己酉小 | 戊寅大 | 戊申小 | 丁丑小 | 丙午大 | 丙子小 | 乙巳小 | 甲戌大 | 甲辰小 | 癸酉大 | 癸卯大 | 癸酉大    |      |
| 1646年 | 丙戌 | 隆武二年 | 2/16   | 3/17   | 4/16   | 5/15   | 6/13   | 7/13   | 8/11   | 9/9    | 10/9   | 11/7   | 12/7   | 1647/1/6  |      |

| 隆武 | 元年     | 二年   | 三年   | 四年   | 五年   |
| ---- | -------- | ------ | ------ | ------ | ------ |
| 公元 | 1645年   | 1646年 | 1647年 | 1648年 | 1649年 |
| 清朝 | 顺治二年 | 三年   | 四年   | 五年   | 六年   |

## 同期存在的其他政权年号
- 中國 
  - 顺治（1644年－1661年）：清—清世祖福临之年号
  - 清光（1645年）：清朝时期—胡守龙之年号
  - 监国鲁（1645年－1653年）：南明—鲁王朱以海之年号
  - 定武（1646年－1664年）：南明—韩王朱本铉（朱亶塉）之年号（存疑）
  - 東武：南明—淮王朱常清之年號
  - 大顺（1644年－1646年）：大西—张献忠之年号
- 越南
  - 福泰（1643年－1649年）：后黎朝—黎真宗黎维祐之年号
  - 順德（1638年－1677年）：莫朝—莫敬完之年号
- 日本
  - 正保（1644年－1648年）：后光明天皇之年號

## 參看
- 中国年号列表
- 明朝年號列表
- 隆武 (消歧義)

## 延伸閱讀
- 李崇智. . 北京: 中華書局. 2004年12月. ISBN 7101025129.
- 鄧洪波. . 臺北: 國立臺灣大學東亞經典與文化研究計劃. 2005年3月  [2021-11-06]. ISBN 9789860005189. （原始内容 (pdf)存档于2007-08-25）.

| 前一年號： 弘光 | 明朝年號 1645年－1646年 | 下一年號： 永曆 |